# Parti du Peuple pour la Reconstruction et la Démocratie
Die Parti du Peuple pour la Reconstruction et la Démocratie (PPRD; deutsch Volkspartei für Wiederaufbau und Demokratie) ist eine politische Partei in der Demokratischen Republik Kongo.
Ihre politische Struktur wurde durch den früheren Präsidenten des Landes, Joseph Kabila, etabliert.
Bei den allgemeinen Wahlen 2006 gewann die PPRD insgesamt 111 der 500 Sitze in der Nationalversammlung und wurde zur größten Partei im Parlament. Am 27. November 2006 wurde der Kandidat der PPRD, Joseph Kabila, durch den Obersten Gerichtshof zum Gewinner der Präsidentschaftswahl von 2006 erklärt.
Bei der Senatswahl vom 19. Januar 2007 gewann die PPRD 22 von insgesamt 108 Sitzen.
Die PPRD bildet einen Teil der Front Commun pour le Congo (FCC), der auch nach den Wahlen 2018 mit rund 400 der 500 Sitze den Mehrheitsblock in der Nationalversammlung bildet.
Die Partei bei der Wahl 2018 selbst gewann 52 Sitze der Nationalversammlung.

## Geschichte der Parteiführung
| Liste der Generalsekretäre | Liste der Generalsekretäre | Stellvertretende Generalsekretäre | Stellvertretende Generalsekretäre                                |
| -------------------------- | -------------------------- | --------------------------------- | ---------------------------------------------------------------- |
| 2002                       | Ghislain Chikez Diemu      | 2002                              | Paul Bondoma Ayanne Sombo Safi Anastasie Moleko Moliwa           |
| 2004                       | Vital Kamerhe              | 2004 2005                         | Marie-Ange Lukiana Mufwankol Philémon Mukendi Maker Mwangu Famba |
| 2007                       | Évariste Boshab            | 2007                              | Marie-Madeleine Mienze Kiaku                                     |
| 2015                       | Henri Mova Sakanyi         | 2015                              | Tunda ya Kasende Emmanuel Shadary Micheline Kulumba              |